# (35466) 1998 DO34
1998 DO34 (asteroide 35466) é um asteroide da cintura principal. Possui uma excentricidade de 0.21908280 e uma inclinação de 8.87583º.
Este asteroide foi descoberto no dia 27 de fevereiro de 1998 por Eric Walter Elst em La Silla.